# 41.º governo da Monarquia Constitucional
O 41.º governo da Monarquia Constitucional e 5.º governo do Rotativismo, e 18.º desde a Regeneração, nomeado a 20 de fevereiro de 1886 e exonerado a 14 de janeiro de 1890, foi presidido por José Luciano de Castro. 
A sua constituição era a seguinte:
| Cargo                                                                                 | Detentor | Detentor                                        | Período                                           |
| ------------------------------------------------------------------------------------- | -------- | ----------------------------------------------- | ------------------------------------------------- |
| Presidente do Conselho de Ministros                                                   |          | José Luciano de Castro (1834–1914)              | 20 de fevereiro de 1886 a 14 de janeiro de 1890   |
| Ministro e Secretário de Estado dos Negócios do Reino                                 |          | José Luciano de Castro (1834–1914)              | 20 de fevereiro de 1886 a 14 de janeiro de 1890   |
| Ministro e Secretário de Estado dos Negócios Eclesiásticos e de Justiça               |          | Francisco da Veiga Beirão (1841–1916)           | 20 de fevereiro de 1886 a 14 de janeiro de 1890   |
| Ministro e Secretário de Estado dos Negócios Eclesiásticos e de Justiça               |          | José Luciano de Castro (interino) (1834–1914)   | 6 de outubro de 1886 a 19 de outubro de 1886      |
| Ministro e Secretário de Estado dos Negócios da Fazenda                               |          | Mariano de Carvalho (1836–1905)                 | 20 de fevereiro de 1886 a 23 de fevereiro de 1889 |
| Ministro e Secretário de Estado dos Negócios da Fazenda                               |          | Henrique de Barros Gomes (interino) (1843–1898) | 23 de fevereiro de 1889 a 9 de novembro de 1889   |
| Ministro e Secretário de Estado dos Negócios da Fazenda                               |          | Augusto José da Cunha (1834–1919)               | 9 de novembro de 1889 a 14 de janeiro de 1890     |
| Ministro e Secretário de Estado dos Negócios da Guerra                                |          | Visconde de São Januário (1829–1901)            | 20 de fevereiro de 1886 a 15 de novembro de 1888  |
| Ministro e Secretário de Estado dos Negócios da Guerra                                |          | José Joaquim de Castro (1824–1895)              | 15 de novembro de 1888 a 9 de novembro de 1889    |
| Ministro e Secretário de Estado dos Negócios da Guerra                                |          | Marino João Franzini (1839–1908)                | 9 de novembro de 1889 a 14 de janeiro de 1890     |
| Ministro e Secretário de Estado dos Negócios da Marinha e Ultramar                    |          | Henrique de Macedo (1843–1910)                  | 20 de fevereiro de 1886 a 9 de maio de 1887       |
| Ministro e Secretário de Estado dos Negócios da Marinha e Ultramar                    |          | Henrique de Barros Gomes (interino) (1843–1898) | 5 de agosto de 1886 a 27 de setembro de 1886      |
| Ministro e Secretário de Estado dos Negócios da Marinha e Ultramar                    |          | Henrique de Barros Gomes (interino) (1843–1898) | 9 de maio de 1887 a 15 de setembro de 1887        |
| Ministro e Secretário de Estado dos Negócios da Marinha e Ultramar                    |          | Henrique de Macedo (1843–1910)                  | 15 de setembro de 1887 a 13 de julho de 1888      |
| Ministro e Secretário de Estado dos Negócios da Marinha e Ultramar                    |          | Henrique de Barros Gomes (interino) (1843–1898) | 13 de julho de 1888 a 23 de fevereiro de 1889     |
| Ministro e Secretário de Estado dos Negócios da Marinha e Ultramar                    |          | Frederico Ressano Garcia (1847–1911)            | 23 de fevereiro de 1889 a 14 de janeiro de 1890   |
| Ministro e Secretário de Estado dos Negócios Estrangeiros                             |          | Henrique de Barros Gomes (1843–1898)            | 20 de fevereiro de 1886 a 14 de janeiro de 1890   |
| Ministro e Secretário de Estado dos Negócios das Obras Públicas, Comércio e Indústria |          | Emídio Navarro (1844–1905)                      | 20 de fevereiro de 1886 a 23 de fevereiro de 1889 |
| Ministro e Secretário de Estado dos Negócios das Obras Públicas, Comércio e Indústria |          | Eduardo José Coelho (1835–1913)                 | 23 de fevereiro de 1889 a 14 de janeiro de 1890   |